# Viaduc de la Méditerranée
Der Viaduc de la Méditerranée ist eine zweigleisige Eisenbahnbrücke über die Rhône südlich von Lyon auf der Strecke von Lyon an das Mittelmeer. Über die Brücke führen die beiden Bahnstrecken Moret-Veneux-les-Sablons–Lyon und Givors-Canal–Grezan. Auf beiden Seiten der Brücke gibt es wichtige, zweigleisige Abzweige. Derjenige auf dem Nordufer trennt den Schienenweg in Richtung Lyon und zum zur Brücke nächstliegenden Bahnhof Givors.

## Gusseiserne Brücke (1856–1944)
Die erste Brücke wurde 1856 im Zuge des Baus der Strecke von Lyon nach Avignon durch die Compagnie du chemin de fer de Lyon à la Méditerranée (LM) eröffnet, die ein Jahr danach in der Compagnie des chemins de fer de Paris à Lyon et à la Méditerranée (PLM) aufging.
Die Bogenbrücke überquerte die Rhône mit fünf weitgespannten Segmentbögen aus verschraubten gusseisernen Bogenabschnitten und Einbauteilen zur Aufständerung des Fahrbahnträgers. Die Bögen hatten Stützweiten von circa 40 m. Dieser Brückentyp war erstmals 1850 bei der Eisenbahnbrücke Nevers und der etwa gleichzeitigen Eisenbahnbrücke Tarascon–Beaucaire verwendet worden und hat sich anschließend in Frankreich weit verbreitet.
Vor dem Ersten Weltkrieg dachte man darüber nach, die Brücke wegen der schwerer gewordenen Lokomotiven durch eine Fachwerkkonstruktion zu ersetzen. 1924 begnügte man sich aber damit, die gusseisernen Bögen durch Stahlbetoneinlagen und stählerne Fachwerkverbindungen im Inneren zu verstärken. Damit wickelte man den Verkehr ab, bis die Brücke im Zweiten Weltkrieg bei den Bombardierungen von 1944 teilweise zerstört wurde. Mit einer 1945 installierten Eiffel-Behelfsbrücke wurde ein eingleisiger Verkehr aufrechterhalten.

## Betonbogenbrücke (1950)
Die gegenwärtige Brücke ist eine Stahlbeton-Bogenbrücke mit einer Stützweite von 124 m in der Hauptöffnung und auf halber Höhe angeordneter Fahrbahn. Die beiden Bögen sind Hohlkästen, die nur durch zwei Querstreben über der Fahrbahn miteinander verbunden und versteift sind. Sie benutzen die verstärkten Randpfeiler der alten Brücke als Widerlager. Der Fahrbahnträger besteht aus einer durch Längs- und Querrippen verstärkten, 20 cm starken Stahlbetonplatte mit einem 40 cm starken Schotteroberbau. Er hängt mit jeweils 16 stählernen, mit Beton verkleideten Hängern an den Bögen. Der Tragwerksplaner war Nicolas Esquillan.
An beiden Seiten der Hauptöffnung schließt sich eine Bogenbrücke mit obenliegender Fahrbahn und einer Stützweite von 36 m an. Sie überbrückten früher die Randbereiche des Flusses. Seitdem die Ufer bis zu den Widerlagern vorgezogen wurden, überbrücken sie nur noch die Flusslandschaft. Auf der südlichen Seite befindet sich außerdem ein kleiner Durchlass für einen Feldweg.
Das gesamte Brückenbauwerk ist circa 254 m lang. Die häufig zu findende Angabe, die Brücke sei 196 m lang, beruht auf der Addition der Stützweiten, ohne die Widerlager der Brücken und den Durchlass mit einzubeziehen.
Beim Bau der neuen Brücke diente die alte Brücke als Träger des Lehrgerüsts. Der Bau wurde durchgeführt, während die Züge weiterhin über die alte Brücke fuhren.
Bei ihrer Eröffnung galt der Viaduc de la Méditerranée als weitestgespannte aller Eisenbahnbrücken mit einem Betonbogen mit abgehängter Fahrbahn.